# Eleutherodactylus diplasius
Espèce
Synonymes
- Eleutherodactylus wetmorei williamsi Schwartz, 1968
- Eleutherodactylus wetmorei diplasius Schwartz, 1973

Statut de conservation UICN

 EN B1ab(iii) : En danger
Eleutherodactylus diplasius est une espèce d'amphibiens de la famille des Eleutherodactylidae.

## Répartition
Cette espèce est endémique d'Haïti. Elle se rencontre du niveau de la mer jusqu'à 1 200 m d'altitude dans le massif de la Hotte et les monts Cartaches.

## Publication originale
- Schwartz, 1973 : Six new species of Eleutherodactylus (Anura, Leptodactylidae) from Hispaniola. Journal of Herpetology, vol. 7, no 3, p. 249-273.